# Chang Mei-chun
Chang Mei-chun, né en 1944 à Wendeng en Chine et mort le 22 novembre 1985, est un réalisateur taïwanais.

## Filmographie partielle
- 1972 : Il était une fois Kung-Fu (Da zhui zong)
- 1974 : L'Homme de Pékin (Bei jing ren)
- 1975 : L'Amour éternel (Chang qing shu)
- 1977 : Dynasty (Qian dao wan li zhu)
- 1979 : La Grande Justice (Tian lang xing)